# Copa da Polônia Temporada 2006–07
Edição 2006/07 da Copa da Polônia. As etapas ficaram assim para este ano:
- 1ª fase;
- 2ª fase;
- 3ª fase, que contou com a entrada dos times da II Liga da temporada passada;
- 4ª fase, com a entrada dos times da Orange Ekstraklasa da temporada 2005-06;
- oitavas-de-final;
- dois jogos de quartas-de-final;
- dois jogos de meias-finais;
- e dois jogos da grande final.

## 1ª Fase
9 de agosto de 2006, 17:00
| Kaszubia Kościerzyna         | 1 - 0                        | Victoria Koronowo |
| Sparta Augustów              | 1 - 3                        | Mrągowia Mrągowo  |
| TOR Dobrzeń Wielki           | 0 - 2                        | Promień Żary      |
| KSZO Ostrowiec Świętokrzyski | 0 - 0 (pro. 0 - 0, p. 5 - 4) | Motor Lublin      |

## 2ª fase
15 de agosto de 2006, 17:00
| Czarni Pruszcz Gdański    | 6 - 1                        | Kłos Pełczyce                |
| Kotwica Kołobrzeg         | walk over (WO)               | Kaszubia Kościerzyna         |
| Toruński KP               | 2 - 2 (pro. 4 - 4, p. 2 - 4) | Mieszko Gniezno              |
| Tur Turek                 | 5 - 1                        | Promień Żary                 |
| Jeziorak Iława            | 4 - 2                        | Mazowsze Płock               |
| Ruch Wysokie Mazowieckie  | 0 - 2                        | Sokół Aleksandrów Łódzki     |
| Znicz Pruszków            | 4 - 1                        | Mrągowia Mrągowo             |
| Arka Nowa Sól             | 1 - 2                        | Chrobry Nowogrodziec         |
| Górnik/Zagłębie Wałbrzych | 1 - 0                        | Pniówek Pawłowice Śląskie    |
| LKS Poborszów             | 2 - 0                        | Pelikan Łowicz               |
| Przyszłość Rogów          | 1 - 0                        | Fablok Chrzanów              |
| Ponidzie Nida Pińczów     | 1 - 0                        | Siarka Tarnobrzeg            |
| Stal Sanok                | 1 - 0                        | KSZO Ostrowiec Świętokrzyski |
| Okocimski KS Brzesko      | 4 - 3                        | Orlęta Radzyń Podlaski       |

## 3ª fase
- 22-23 de agosto de 2006

| Czarni Pruszcz Gdański    | 1 - 5              | Jagiellonia Białystok        |
| Kotwica Kołobrzeg         | 0 - 1              | Lechia Gdańsk                |
| Mieszko Gniezno           | 1 - 0              | Śląsk Wrocław                |
| Tur Turek                 | 1 - 0              | KSZO Ostrowiec Świętokrzyski |
| Jeziorak Iława            | 1 - 0              | Zagłębie Sosnowiec           |
| Sokół Aleksandrów Łódzki  | 1 - 1 (pro. 2 - 4) | Piast Gliwice                |
| Znicz Pruszków            | 5 - 2              | Zawisza Bydgoszcz            |
| Chrobry Nowogrodziec      | 0 - 5              | Ruch Chorzów                 |
| Górnik/Zagłębie Wałbrzych | 1 - 2              | Podbeskidzie Bielsko-Biała   |
| LKS Poborszów             | 0 - 2              | Radomiak Radom               |
| Przyszłość Rogów          | 1 - 3              | Górnik Polkowice             |
| Ponidzie Nida Pińczów     | 0 - 3              | Świt Nowy Dwór Mazowiecki    |
| Stal Sanok                | 2 - 0              | Polonia Bytom                |
| Okocimski KS Brzesko      | 6 - 0              | Drwęca Nowe Miasto Lubawskie |
| Heko Czermno              | walk over (WO)     | Widzew Łódź                  |
| Szczakowianka Jaworzno    | 1 - 3              | ŁKS Łódź                     |

## 4ª fase
| Jagiellonia Białystok | walk over (WO) |  |

- 19 de setembro de 2006

| Lechia Gdańsk              | 0 - 2                        | Pogoń Szczecin   |
| Mieszko Gniezno            | 0 - 1                        | Górnik Zabrze    |
| Jeziorak Iława             | 1 - 1 (pro. 2 - 3)           | Zagłębie Lubin   |
| Piast Gliwice              | 2 - 5                        | Arka Gdynia      |
| Ruch Chorzów               | 6 - 0                        | Polonia Warszawa |
| Podbeskidzie Bielsko-Biała | 1 - 2                        | Lech Poznań      |
| Radomiak Radom             | 1 - 0                        | Odra Wodzisław   |
| Górnik Polkowice           | 2 - 2 (pro. 2 - 2, p. 5 - 4) | GKS Bełchatów    |
| Widzew Łódź                | 0 - 2                        | MKS Cracovia     |

- 20 de setembro de 2006

| Tur Turek            | 1 - 3                        | Korona Kielce  |
| Stal Sanok           | 2 - 1                        | Legia Warszawa |
| Okocimski KS Brzesko | 3 - 3 (pro. 4 - 4, p. 1 - 3) | Wisła Płock    |
| ŁKS Łódź             | 2 - 1                        | Górnik Łęczna  |

- 26 de setembro de 2006

| Znicz Pruszków | 1 - 2 | Groclin Dyskobolia Grodzisk Wielkopolski |

- 4 de outubro de 2006

| Świt Nowy Dwór Mazowiecki | 1 - 5 | Wisła Kraków |

## Oitavas-de-final
- 24 de outubro de 2006

| Stal Sanok       | 0 - 0 (pro. 0 - 1) | Arka Gdynia                              |
| Lech Poznań      | 2 - 1              | Pogoń Szczecin                           |
| Górnik Zabrze    | 0 - 5              | Korona Kielce                            |
| ŁKS Łódź         | 0 - 1              | Radomiak Radom                           |
| Górnik Polkowice | 0 - 3              | Groclin Dyskobolia Grodzisk Wielkopolski |
| Wisła Płock      | 2 - 1              | Jagiellonia Białystok                    |

- 7 de novembro de 2006

| MKS Cracovia | 2 - 1 | Zagłębie Lubin |

- 8 de novembro de 2006

| Wisła Kraków | 1 - 2 | Ruch Chorzów |

## Quartas-de-final

### Ida
13-14 de março de 2007
| Radomiak Radom | 1-3 | MKS Cracovia                             |
| Wisła Płock    | 1-1 | Arka Gdynia                              |
| Korona Kielce  | 1-0 | Lech Poznań                              |
| Ruch Chorzów   | 0-1 | Groclin Dyskobolia Grodzisk Wielkopolski |

### Volta
3-4 de abril de 2007
| MKS Cracovia                             | 1-0 | Radomiak Radom |
| Arka Gdynia                              | 0-3 | Wisła Płock    |
| Lech Poznań                              | 3-2 | Korona Kielce  |
| Groclin Dyskobolia Grodzisk Wielkopolski | 3-1 | Ruch Chorzów   |

## Meias-Finais
←→

### Ida
| Korona Kielce | 3-2 | Wisła Płock                      |
| Cracowia      | 0-1 | Dyskobolia Grodzisk Wielkopolski |

### Volta
| Wisła Płock                              | 1-1 | Korona Kielce |
| Groclin Dyskobolia Grodzisk Wielkopolski | 1-0 | Cracovia      |

## Final
| 1 de maio de 2007 | Dyskobolia Grodzisk Wielkopolski          | 2 – 0  | Korona Kielce | GKS-Stadion, Bełchatów |
|                   | Radosław Majewski 16' · Jarosław Lato 77' | report |               | Público: 5 500         |